# Kroppenstedt
Kroppenstedt település Németországban, azon belül Szász-Anhalt tartományban. Lakosainak száma 1377 fő (2023. december 31.). Kroppenstedt Oschersleben és Gröningen községekkel határos.

## Népesség
A település népességének változása:
| Lakosok száma | 1440 | 1399 | 1395 | 1397 | 1377 |
|               | 2017 | 2019 | 2021 | 2022 | 2023 |